# Mydaea latielecta
Mydaea latielecta este o specie de muște din genul Mydaea, familia Muscidae, descrisă de Xue în anul 1992.
Este endemică în Liaoning. Conform Catalogue of Life specia Mydaea latielecta nu are subspecii cunoscute.